# Heteropoda variegata
Heteropoda variegata är en spindelart som först beskrevs av Simon 1874.  Heteropoda variegata ingår i släktet Heteropoda och familjen jättekrabbspindlar. Inga underarter finns listade i Catalogue of Life.